# 3030-as mellékút (Magyarország)
A 3030-as számú mellékút egy valamivel több, mint öt kilométeres hosszúságú, négy számjegyű országos közút volt Borsod-Abaúj-Zemplén vármegye északi részén. Úgy tűnik (2022 tavaszi állapot szerint), hogy önálló útként való létezése már megszűnt, a 3-as főút részévé válhatott.

## Nyomvonala
A 3-as főútból ágazik ki, kevéssel annak 229-es kilométere előtt, középszigetes csomóponttal, Novajidrány területén. 150 méter megtétele után keresztezi a Miskolc–Tornanádaska-vasútvonalat, a folytatásban Novajidrány belterületén húzódik, első szakaszának települési neve Széchenyi utca, majd Kossuth utca. Második kilométere után ágazik ki belőle a 3724-es út. A 2+400-as kilométerszelvénye közelében ismét keresztezi a vasutat, majd áthalad a 3-as főút felüljárója alatt. Itt Garadna területére ér, és Fő út néven halad tovább.
A település lakott területének északi szélén, a 4,350-es kilométerszelvénye környékén egy körforgalmi csomópontja következik, abba torkollik bele, 9,5 kilométer megtétele után, nyugat felől a 2627-es út, illetve kelet felé itt ágazik ki a 33 602-es út, amely a 3-as főút Novajidrány–Garadna csomópontjával biztosít összeköttetést. Utolsó szakasza a kilométer-számozással szemben egyirányú; legutolsó méterein Hernádvécse területén halad. Ott ér véget, visszacsatlakozva a 3-as útba, annak 234,200-as kilométerszelvényénél.
Teljes hossza, az országos közutak térképes nyilvántartását szolgáló kira.gov.hu adatbázisa szerint 5,233 kilométer.

## Története
Még tisztázást igényel, hogy mikor született meg ez az útszámozás és meddig maradt hatályban. Úgy tűnik azonban (2022 tavaszi állapot szerint), hogy az M30-as autópálya e térséget érintő szakaszának forgalomba helyezése után a 3-as főút egykori novajidrányi-garadnai szakasza a sztráda részévé vált, s ezzel párhuzamosan a 3030-as út jobbára a 3-as főút részévé válhatott.